# Xã Cow Lake, Quận Jackson, Arkansas
Xã Cow Lake (tiếng Anh: Cow Lake Township) là một xã thuộc quận Jackson, tiểu bang Arkansas, Hoa Kỳ. Năm 2010, dân số của xã này là 377 người.